# Disautonomía familiar
La disautonomía familiar o síndrome de Riley-Day es un trastorno hereditario que afecta la función de los nervios. Los síntomas están presentes desde el nacimiento y van empeorando con el tiempo y ocasiona que las personas no sientan dolor alguno. Desde que esta condición se descubrió, 595 casos han sido descritos en la literatura médica, y de todos estos casos solo 340 pacientes siguen vivos.
| La disautonomía familiar se caracteriza por disminución de la percepción del dolor y de la temperatura, ausencia de reflejos tendinosos profundos, ataxia propioceptiva, insuficiencia barorrefleja aferente y neuropatía óptica progresiva. |

## Nombres Alternativos
El síndrome de Riley-Day tiene diversos nombres:
- Disautonomía familiar
- Neuropatía sensorial
- Autónoma hereditaria tipo III[3]

## Síntomas
- Diarrea y estreñimiento
- Escoliosis severa
- Disminución en el sentido del gusto
- Ronchas en la piel
- Dificultades para alimentarse
- Deficiencia en el crecimiento
- Apnea
- Sudoración mientras se come
- Vómito
- Ausencia de respuesta al estímulo doloroso
- Falta de coordinación
- Convulsiones
- Fiebre
- Presión sanguínea alta
- Hipotonía[4]

## Insensibilidad al Dolor
La insensibilidad al dolor conduce a lesiones que no pueden percibir o lesiones que podrían no haber ocurrido si la persona hubiera sentido la molestia de esa lesión. Las personas que padecen este síndrome no pueden darse cuenta de que han sufrido quemaduras, heridas o roturas de miembros, por lo que generalmente mueren muy jóvenes a causa de accidentes o de acumulación de heridas.

## Tratamiento
Las personas con este síndrome debe seguir un tratamiento que puede incluir: 
- Tratamiento de la neumonía por aspiración
- Terapia anticonvulsante si se presentan convulsiones
- Gotas para los ojos para prevenir su resecamiento
- Antieméticos para controlar el vómito

## Pronósticos
Con los avances a que se han llegado actualmente en el diagnóstico y el tratamiento de este síndrome, la supervivencia de los involucrados continúa mejorando. Hoy en día un recién nacido con el síndrome de Riley-Day tiene un 50% de posibilidades de que pueda llegar a los 30 años. 

## Prevención
Buscar asesoría genética para informarse sobre el riesgo que puede haber y someterse a algunas pruebas cuando se considere apropiado. 
Las pruebas genéticas son precisas para el síndrome de Riley-Day y pueden ser utilizadas para el diagnóstico de los individuos afectados, también para detectar portadores y un diagnóstico prenatal.